# Zajl al-Adżl
Zajl al-Adżl (arab. ذيل العجل) – wieś w Syrii, w muhafazie Hama. W 2004 roku liczyła 528 mieszkańców.